# GetRight
GetRight — умовно-безкоштовний менеджер завантажень для Microsoft Windows, розроблений компанією «Headlight Software». Розвиток зупинився в 2011 році.
Підтримує браузери Internet Explorer, Firefox та Opera. На сайті виробника є близько 200 скінів та користувацькі переклади інтерфейсу. Ціна близько 20$.